# Canadians de Galt
Pour les articles homonymes, voir Canadians.
Les Canadians de Galt sont une équipe junior de hockey sur glace de l'Association de Hockey de l'Ontario. Ils n'évoluent qu'une seule saison en 1943-1944 dans la ville de Galt en Ontario au Canada.

## Saison par Saison
| Saison  | PJ | V  | D  | N | Pts | %V   | BP  | BC | Classement  |
| ------- | -- | -- | -- | - | --- | ---- | --- | -- | ----------- |
| 1943-44 | 26 | 15 | 11 | 0 | 30  | 57,7 | 125 | 97 | 2e groupe 2 |

## Crédit d'auteurs
- (en) Cet article est partiellement ou en totalité issu de l’article de Wikipédia en anglais intitulé « Galt Canadians » (voir la liste des auteurs).